# 23 tháng 11
Ngày 23 tháng 11 là ngày thứ 327 trong mỗi năm thường (thứ 328 trong mỗi năm nhuận). Còn 38 ngày nữa trong năm.

## Sự kiện
- 1499 – Hoàng tử giả Perkin Warbeck bị treo cổ do cố thoát ra khỏi Tháp Luân Đôn. Ông đã xâm lược Anh vào năm 1497, cho rằng ông là con mất của Quốc vương Edward IV của Anh.
- 1644 – Areopagitica của John Milton được xuất bản.
- 1863 – Nội chiến Hoa Kỳ: Chiến dịch Chattanooga bắt đầu khi quân đội Liên bang dẫn đầu bởi tướng Ulysses S. Grant tăng viện cho Chattanooga, Tennessee và phản công quân đội các Tiểu bang Liên minh Hoa Kỳ.
- 1869 – Ở Dumbarton, Scotland, tàu nhanh Cutty Sark được khởi đầu. Nó là một trong những tàu nhanh cuối cùng được xây dựng, và hiện nay chỉ có tàu nhanh này.
- 1876 – William Marcy Tweed, thường được gọi Ông trùm Tweed, người ăn hối lộ dẫn Tammany Hall, bị mang đến cảnh sát ở Thành phố New York sau khi bị bắt ở Tây Ban Nha.
- 1890 – Quốc vương Willem III của Hà Lan bị chết, chưa có con trai để thừa kể, cho nên một đạo luật đặc biệt được thông qua, để con gái ông Bà hoàng Wilhelmina trở thành Nữ hoàng.
- 1940: Nam Kỳ khởi nghĩa. Cũng là ngày được cho rằng đã ra mắt lá quốc kỳ cờ đỏ sao vàng do Nguyễn Hữu Tiến vẽ.
- 1945: Chủ tịch Hồ Chí Minh đã ký Sắc lệnh số 64–SL thành lập Ban Thanh tra đặc biệt, tổ chức tiền thân của Thanh tra Chính phủ Việt Nam.
- 1946: Thành lập Hội Chữ thập đỏ Việt Nam.
- 1955: Anh Quốc trao quyền kiểm soát Quần đảo Cocos (Keeling) trên Ấn Độ Dương cho Úc.
- 1963: BBC phát sóng tập đầu tiên của Doctor Who, bộ phim truyền hình khoa học giả tưởng dài nhất trên thế giới cho đến nay.
- 1978: Quy ước tần số vô tuyến điện Geneva 1975. Theo đó, chỉ số tần số sóng AM (sóng trung và sóng dài - đơn vị kHz) có tổng các chữ số bằng 9 hoặc là bội số của 9 (558-567-576-...-1404-1413-1422-1431-1440)
- 1996: Angola gia nhập Tổ chức Thương mại Thế giới.
- 2009: 58 người bị bắt cóc và sát hại tại Maguindanao, Philippines khi đang trên đường nộp một đơn ứng cử chức Thống đốc tỉnh của Esmael Mangudadatu.
- 2010: Xung đột Triều Tiên: Hàn Quốc và Triều Tiên xảy ra pháo chiến tại khu vực đảo Yeonpyeong trên Hoàng Hải.

## Sinh
- 1872 – Dannie Heineman, là một kỹ sư và nhà kinh doanh người Hoa Kỳ gốc Bỉ (m. 1962)
- 1888 – Arthur Adolph Harpo Marx, người thứ hai trong số 5 anh em nhà Marx (m. 1964)
- 1922 – Võ Văn Kiệt, cựu Thủ tướng Việt Nam (m. 2008)
- 1931 – Phạm Song, giáo sư, viện sĩ y học, cựu Bộ trưởng Bộ Y tế Việt Nam (m. 2011)
- 1941 – Mai Văn Dâu, cựu chính khách Việt Nam, cựu Thứ trưởng Thường trực Bộ Thương mại Việt Nam.
- 1982 – Namthip Jongrachatawiboon, nữ diễn viên, người mẫu Thái Lan.
- 1984 – Lucas Grabeel, diễn viên, ca sĩ người Mỹ.
- 1992 – Miley Cyrus, diễn viên, ca sĩ người Hoa Kỳ.

## Mất
- 1839 – Hồ Thị Tùy, phong hiệu Ngũ giai An tần, phi tần của vua Minh Mạng (s. 1795)
- 1871 – Nguyễn Trường Tộ, chí sĩ, danh sĩ, kiến trúc sư Việt Nam (s. 1828)
- 1835 – Nguyễn Phúc Miên Hoành, tước phong Vĩnh Tường Quận vương, hoàng tử con vua Minh Mạng (s. 1811)
- 1892 – Tống Duy Tân, thủ lĩnh cuộc Khởi nghĩa Hùng Lĩnh chống Pháp trong lịch sử Việt Nam (s. 1837).
- 1919 – Henry Laurence Gantt, kĩ sư cơ khí người Mỹ, tác giả sơ đồ Gantt (s. 1861)
- 2003 – Trần Hoàn, nhạc sĩ, chính khách Việt Nam, cựu Bộ trưởng Bộ Văn hóa – Thông tin Việt Nam (s. 1928)
- 2021 - Chun Doo-hwan, cựu Tổng thống Hàn Quốc (s.1931)

## Những ngày lễ và ngày kỷ niệm
- Bắt đầu tiểu tuyết
- Ngày sinh cố Thủ tướng Võ Văn Kiệt